# Џимилић Плање (Тешањ)
Џимилић Плање је насељено мјесто у Босни и Херцеговини у Општини Тешањ које административно припада Федерацији Босне и Херцеговине. Према попису становништва из 1991. у насељу је живјело 1.328 становника.

## Становништво
| Националност       | 1991.          | 1981.          | 1971.        |
| Муслимани          | 1.296 (97,59%) | 1.155 (96,16%) | 885 (95,88%) |
| Срби               | 29 (2,18%)     | 35 (2,91%)     | 37 (4,00%)   |
| Хрвати             | 0              | 4 (0,33%)      | 0            |
| Југословени        | 1 (0,07%)      | 2 (0,16%)      | 0            |
| остали и непознато | 2 (0,15%)      | 5 (0,41%)      | 1 (0,10%)    |
| Укупно             | 1.328          | 1.201          | 923          |